# Алгебра множеств (по Куранту и Роббинсу)
Алгебра множеств — это математическая система, подобная элементарной арифметике, в которой вместо операций с числами (умножение, сложение и разность) используются операции  c множествами пересечение ({\displaystyle \cap }), объединение ({\displaystyle \cup }) и дополнение ({\displaystyle {\overline {A}}}), а вместо отношения меньше или равно ({\displaystyle \leq }) — отношение включение ({\displaystyle \subseteq }).
Данное определение, предложенное в книге Куранта и Роббинса «Что такое математика?», позволяет рассматривать понятие множество независимо от аксиоматической теории множеств. В книге приведены 26 законов алгебры множеств, которые соответствуют законам классической логики и которые, как утверждают авторы книги, можно доказать без аксиом. 
В англоязычной Википедии содержится этот же вариант определения алгебры множеств.

## Основные понятия
- Множество, элемент. Совокупность объектов, объединенных общим свойством или несколькими свойствами, будем называть множествами, а сами объекты – элементами. Если известно, что множество {\displaystyle D} состоит из элементов {\displaystyle a,c} и {\displaystyle f} и только из них, то используется запись {\displaystyle D=\{a,c,f\}}. Порядок элементов у множеств несущественен. Например, {\displaystyle D=\{c,f,a\}} тоже правильно.

## Отношения в алгебре множеств
- Отношение принадлежности. Отношение между элементом и множеством называется отношением принадлежности и обозначается символом ({\displaystyle \in }). Запись {\displaystyle a\in D} означает, что элемент {\displaystyle a} принадлежит множеству {\displaystyle D}. В то же время запись {\displaystyle b\notin D} означает, что элемент {\displaystyle b} не принадлежит множеству {\displaystyle D}.
- Отношение включения множеств. Пусть даны множества {\displaystyle A} и {\displaystyle B}. Тогда {\displaystyle A\subseteq B} (понимается как «{\displaystyle A} включено в {\displaystyle B} или равно ему»), если в множестве {\displaystyle A} не существует элементов, не принадлежащих множеству {\displaystyle B}.

Такое «отрицательное» определение обусловлено тем, что допускается случай, когда множество {\displaystyle A} не содержит элементов, т.е. является пустым множеством (обозначается {\displaystyle A=\varnothing }). Тем самым из этого определения следует, что пустое множество включено в любое множество.
- Отношение равенства множеств. Помимо включения в алгебре множеств определено отношение равенства. Если множества содержат небольшое число элементов, то их равенство можно установить с помощью сравнения содержащихся в них элементов. Если элементов много или множества заданы с помощью описания свойств, то можно установить равенство двух множеств (допустим, {\displaystyle A=B}), если доказать справедливость отношений {\displaystyle A\subseteq B} и {\displaystyle B\subseteq A}. Этот метод доказательства основан на одном из законов алгебры множеств.

## Операции в алгебре множеств
Во многих случаях предполагается, что анализ соотношений между множествами выполняется в рамках некоторого универсального множества, называемого универсумом. Обозначим его {\displaystyle {\bf {\it {U}}}}.
- Дополнение множества. Если задан универсум {\displaystyle {\bf {\it {U}}}}, то дополнением множества {\displaystyle A} (обозначается {\displaystyle {\overline {A}}}) является операция, в результате которой образуется множество, содержащее все элементы универсума {\displaystyle {\bf {\it {U}}}} за исключением всех тех элементов, которые содержатся в {\displaystyle A}.

Например, если {\displaystyle {\bf {\it {U}}}} {\displaystyle =\{a,b,c,d\}}, а {\displaystyle S=\{a,c,d\}}, то {\displaystyle {\overline {S}}=\{b\}}.
- Пересечение множеств. Пересечением двух множеств (например, {\displaystyle A} и {\displaystyle B}) называется операция (обозначается {\displaystyle A\cap B}), в результате которой образуется множество, содержащее те и только те элементы, которые содержатся как в множестве {\displaystyle A}, так и в множестве {\displaystyle B}. Если окажется, что таких элементов не существует, то их пересечением будет пустое множество.

Например, если {\displaystyle K=\{b,d\}}, {\displaystyle L=\{b,c,d\}} и {\displaystyle M=\{a,c\}}, то {\displaystyle K\cap L=\{b,d\}},  {\displaystyle K\cap M=\varnothing }.
- Объединение множеств. Объединением двух множеств (например, {\displaystyle A} и {\displaystyle B}) называется операция (обозначается {\displaystyle A\cup B}), в результате которой образуется множество, содержащее те и только те элементы, которые содержатся хотя бы в одном из этих множеств.

Например, если {\displaystyle K=\{b,d\}}, {\displaystyle L=\{a,c,d\}}, то {\displaystyle K\cup L=\{a,b,c,d\}}.

## Законы алгебры множеств, указанные в книге Куранта и Роббинса
Ниже приведены законы алгебры  множеств, которые содержатся в книге Куранта и Роббинса.
1. {\displaystyle A\subseteq A.}
2. Если  {\displaystyle A\subseteq B} и {\displaystyle B\subseteq A,} то {\displaystyle A=B.}
3. Если  {\displaystyle A\subseteq B} и {\displaystyle B\subseteq C,} то {\displaystyle A\subseteq C.}
4. {\displaystyle \varnothing \subseteq A.\qquad \qquad \qquad \qquad \qquad \qquad }
5. {\displaystyle A\subseteq {\bf {{\it {U}}.}}}
6. {\displaystyle A\cup B=B\cup A.\qquad \qquad \qquad \qquad }
7. {\displaystyle A\cap B=B\cap A.}
8. {\displaystyle A\cup (B\cup C)=(A\cup B)\cup C.\qquad \quad \;}
9. {\displaystyle A\cap (B\cap C)=(A\cap B)\cap C.}
10. {\displaystyle A\cup A=A.\qquad \qquad \qquad \qquad \qquad }
11. {\displaystyle A\cap A=A.}
12. {\displaystyle A\cap (B\cup C)=(A\cap B)\cup (A\cap C).}
13. {\displaystyle A\cup (B\cap C)=(A\cup B)\cap (A\cup C).}
14. {\displaystyle A\cup \varnothing =A.\qquad \qquad \qquad \qquad \qquad }
15. {\displaystyle A\cap {\bf {\it {U}}}} {\displaystyle =A.}
16. {\displaystyle A\cup {\bf {{\it {U}}={\bf {{\it {U}}.\qquad \qquad \qquad \;\qquad \quad \;}}}}}
17. {\displaystyle A\cap \varnothing =\varnothing .}
18. {\displaystyle A\subseteq B} эквивалентно {\displaystyle A\cup B=B} и эквивалентно  {\displaystyle A\cap B=A.}
19. {\displaystyle A\cup {\overline {A}}={\bf {{\it {U}}.\qquad \qquad \qquad \qquad \qquad }}}
20. {\displaystyle A\cap {\overline {A}}=\varnothing .}
21. {\displaystyle {\overline {\varnothing }}={\bf {{\it {U}}.\qquad \quad \qquad \qquad \qquad \qquad \quad }}}
22. {\displaystyle {\overline {\bf {\it {U}}}}=\varnothing .}
23. {\displaystyle {\overline {\overline {A}}}=A.}
24. {\displaystyle A\subseteq B} эквивалентно {\displaystyle {\overline {B}}\subseteq {\overline {A}}.}
25. {\displaystyle {\overline {A\cup B}}={\overline {A}}\cap {\overline {B}}.\qquad \qquad \qquad \qquad }
26. {\displaystyle {\overline {A\cap B}}={\overline {A}}\cup {\overline {B}}.}

Для доказательства этих законов Курант и Роббинс предложили использовать рисунки в виде некоторых фигур на плоскости (по сути это диаграммы Эйлера) и быть очень внимательными при рассмотрении, «чтобы не упустить ни одной из возникающих логических возможностей, когда речь идет о наличии общих элементов двух множеств или, напротив, наличии в одном множестве элементов, которые не содержатся в другом».
Более подробно о доказательстве законов алгебры множеств без аксиом содержится в книге Кулика . Схема доказательства с использованием всех возможных соотношений между двумя множествами (16 вариантов) приведена в статье в Хабре.

## Новые законы алгебры множеств
Эти законы впервые были сформулированы и обоснованы в Хабре. Также они были сформулированы и обоснованы в рецезируемых публикациях  и . 
- Закон парадокса: если доказано, что {\displaystyle X\subseteq {\overline {X}}}, то {\displaystyle X=\varnothing }.

К закону парадокса приводит ситуация, когда некоторый объект {\displaystyle X} обладает свойством {\displaystyle P} и в то же время не обладает им. Выразим эту ситуацию в виде соотношения между множествами:
1) {\displaystyle X\subseteq P}; 2) {\displaystyle X\subseteq {\overline {P}}}.
Вычислим контрапозиции этих суждений:
3) {\displaystyle {\overline {P}}\subseteq {\overline {X}}};
4)  {\displaystyle P\subseteq {\overline {X}}}.
Из суждений {\displaystyle X\subseteq P} и {\displaystyle P\subseteq {\overline {X}}} по закону транзитивности следует {\displaystyle X\subseteq {\overline {X}}}. Таким образом, данная ситуация равносильна закону парадокса.
Соотношение {\displaystyle X\subseteq {\overline {X}}} возникает и в том случае, когда объекту {\displaystyle X} присущи не только контрадикторные ({\displaystyle P} и {\displaystyle {\overline {P}}}) , но и контрарные свойства {\displaystyle P} и {\displaystyle Q}, такие, что {\displaystyle P\subseteq {\overline {Q}}}, но при этом {\displaystyle P\neq {\overline {Q}}}. Тогда наличие свойств {\displaystyle P} и {\displaystyle Q} у объекта {\displaystyle X} выражается в виде двух посылок  
1) {\displaystyle X\subseteq P} и  
2) {\displaystyle X\subseteq Q}. 
Свойство контрарности добавляется в качестве третьей посылки: 
3) {\displaystyle P\subseteq {\overline {Q}}}. 
Тогда по закону транзитивности из {\displaystyle X\subseteq P} и {\displaystyle P\subseteq {\overline {Q}}} следует {\displaystyle X\subseteq {\overline {Q}}}, а из соотношений  {\displaystyle X\subseteq {\overline {Q}}} и  {\displaystyle X\subseteq Q} — соотношение  {\displaystyle X\subseteq {\overline {X}}}.
- Закон непустого пересечения: если {\displaystyle \alpha \neq \varnothing }, {\displaystyle \alpha \subseteq A} и {\displaystyle \alpha \subseteq B}, то {\displaystyle A\cap B\neq \varnothing }.

Закон применяется для вывода частноутвердительных и частноотрицательных  суждений в Силлогистике и полисиллогистике. В системах множеств позволяет распознать новые пары множеств с непустым пересечением.
- Закон существования множества : если {\displaystyle X\neq \varnothing } и {\displaystyle X\subseteq Y}, то {\displaystyle Y\neq \varnothing }.

Этот закон интересен тем, что он по форме соответствует давно известному в логике правилу вывода modus  ponens ({\displaystyle MP}): если выводимы формулы {\displaystyle A} и {\displaystyle A\supset B}, то выводима формула {\displaystyle B} ({\displaystyle \supset } – обозначение логической связки импликации). По сути, закон существования – это {\displaystyle MP} применительно к множествам.
Примеры использования этих законов можно найти в статье .

## Отличия алгебры множеств от аксиоматической теории множеств
1. В алгебре множеств основным (системообразующим) является не отношение принадлежности ({\displaystyle \in }), а отношение включения ({\displaystyle \subseteq }), для которого самоприменимость ({\displaystyle A\subseteq A}) не влечет парадоксов.
2. Законы алгебры множеств можно доказать без аксиом.